# On Hearing the First Cuckoo in Spring
On Hearing the First Cuckoo in Spring (Al oír el primer cuco en primavera) es un poema sinfónico compuesto en 1912 por Frederick Delius. Fue estrenado en Leipzig el 23 de octubre de 1913. Es la primera de las Two Pieces for Small Orchestra (Dos piezas para pequeña orquesta), la segunda pieza que se está Summer Night on the River, aunque por muchos años existieron por separado en las grabaciones y en la sala de conciertos.
La pieza se abre con una secuencia lenta de tres compases; su primer tema es un intercambio de llamadas de cuco, en primer lugar en el oboe, y luego para cuerdas en divisi. El segundo tema está orquestado para los primeros violines, y está tomado de la canción popular noruega, "En el Valle Ola", mostrada al compositor por el compositor y arreglista de música popular australiano Percy Grainger. (El tema también fue citado por Edvard Grieg en sus 19 Norwegian Folksongs, Op. 66.) El clarinete regresa con los cantos del cuco y la obra termina de forma pastoral.